# Галушко, Наталья Григорьевна
Наталья Григорьевна Галушко (род. 18 сентября 1971, Полтавская область) — белорусская легкоатлетка, специалистка по бегу на длинные дистанции и марафону. Выступала в статусе элитной спортсменки в 1993—2004 годах, победительница и призёрка ряда крупных международных соревнований, участница летних Олимпийских игр в Атланте.

## Биография
Наталья Галушко родилась 18 сентября 1971 года в Полтавской области Украинской ССР.
Впервые заявила о себе на международном уровне в 1990 году, когда вошла в состав советской национальной сборной и выступила на кроссовом чемпионате мира в Экс-ле-Бен, где в забеге юниорок заняла итоговое 34-е место. В том же сезоне стартовала в беге на 10 000 метров на юниорском чемпионате мира в Пловдиве, став в финале четвёртой.
После распада СССР представляла на международной арене Белоруссию. Так, в 1993 году выступила на чемпионате мира по кроссу в Аморебьета-Эчано, на чемпионат мира по полумарафону в Брюсселе и на Кубке мира по марафону в Сан-Себастьяне.
В 1994 году заняла 12-е место на чемпионате мира по полумарафону в Осло, установив при этом национальный рекорд Белоруссии (1:11:00), 19-е место на Бостонском марафоне, одержала победу на Лозаннском марафоне.
В 1995 году выходила на старт Нагойского марафона, была лучшей на Ганноверском марафоне и третьей на Пекинском марафоне. Помимо этого, принимала участие в кроссовом чемпионате мира в Дареме и в Кубке мира по марафону в Афинах.
В 1996 году финишировала шестнадцатой на Осакском марафоне, вновь выиграла Ганноверский марафон, стала пятой на Пекинском марафоне. Благодаря череде удачных выступлений удостоилась права защищать честь страны на летних Олимпийских играх в Атланте — здесь в программе женского марафона показала время 2:44:21 и расположилась в итоговом протоколе соревнований на 50-й строке.
В 1997 году закрыла десятку сильнейших Осакского марафона, в третий раз подряд победила на Ганноверском марафоне, финишировала второй на Стамбульском марафоне. На чемпионате мира по полумарафону в Кошице заняла 58-е место.
В 1998 году была второй на Осакском марафоне, второй на Ганноверском марафоне, 21-й на Будапештском марафоне, выиграла Стамбульский марафон. Бежала марафон на чемпионате Европы в Будапеште, где в итоге оказалась на 21-й позиции.
В 1999 году стала пятой на Римском марафоне, пятой на Пражском марафоне, седьмой на Хоккайдском марафоне, второй на Стамбульском марафоне.
В 2000 году заняла 27 место на марафоне в Нагое, третье место на Бабушкином марафоне в Дулуте, выиграла марафон Солидарности в Гданьске, финишировала третьей на Стамбульском марафоне и Калифорнийском международном марафоне.
В 2001 году показала третий результат на Наганском марафоне, 12-й результат на Хоккайдском марафоне, стала третьей на марафоне в Реймсе.
В 2002 году была третьей на Гонконгском марафоне и на Нашвиллском марафоне, пятой на марафоне в Сан-Диего, победила на марафоне в Лейпциге, пришла к финишу третьей и шестой на Познанском и Сингапурском марафонах соответственно.
За 2003 год пробежала шесть марафонов: Гонконг, Нашвилл, Лейпциг, Стамбул, Сингапур, Эгидиенберг.
Последний раз показала значимый результат как элитная спортсменка в 2004 году, когда заняла третье место на Мумбайском марафоне.